# Corps des ingénieurs des ponts et chaussées
Der Begriff Corps des ingénieurs des ponts et chaussées bezeichnete in Frankreich die Gruppe der höheren Beamten, die als Brücken- und Straßenbauingenieure im Staatsdienst tätig waren (bzw. in verwandten Fächern wie Kanal-, Wasser- oder Deichbau etc.). Diese Gruppe war eine der zahlreichen Corps, in die die französische Beamtenschaft aufgrund ihrer Ausbildung und/oder ihres Aufgaben- und Zuständigkeitsbereiches eingeteilt ist. Unter den Corps techniques war das oft nur kurz Corps des ponts et chaussées genannte allerdings das älteste, das sehr angesehen war. Im Lauf der technischen Entwicklung wurden die Zuständigkeitsbereiche entsprechend weiter ausgedehnt.
Die Ingenieure des Corps des ponts et chaussées waren überwiegend Absolventen der École polytechnique und anschließend der École nationale des ponts et chaussées.
Das Corps lässt sich zurückführen auf die 1669 von Jean-Baptiste Colbert unter König Ludwig XIV. geschaffene Position des staatlichen Commissaire des ponts et chaussées (etwa: Beauftragter für Brücken- und Straßenbau). Auf dieser Grundlage wurde 1716 unter Ludwig XV. das Corps des ingénieurs des ponts et chaussées eingerichtet.
Im Oktober 2009 wurde das Corps des ingénieurs des ponts et chaussées (IPC) fusioniert mit dem Corps des ingénieurs du génie rural, des eaux et des forêts (IGREF) (etwa ‚Ingenieure für Agronomie, Seen und Forsten‘), die zusammen nun das Corps des ingénieurs des ponts, des eaux et des forêts (IPEF) bilden.
Studenten der Zivilluftfahrt werden in der École nationale de l’aviation civile ausgebildet.